# Bali Sadar Tengah
Bali Sadar Tengah is een bestuurslaag in het regentschap Way Kanan van de provincie Lampung, Indonesië. Bali Sadar Tengah telt 1898 inwoners (volkstelling 2010).